# Lac Oku
Pour les articles homonymes, voir Oku.
Le lac Oku est un lac naturel d'altitude au nord-ouest du Cameroun.